# Louetsi-Wano
Le Louetsi-Wano est un département de la province de la Ngounié au Gabon. Sa préfecture est Lébamba